# Steven Linares
Steven Linares es un maestro, sindicalista, barrister y parlamentario de Gibraltar, miembro del Partido Liberal de Gibraltar (GLP).

## Biografía
Linares fue uno de los primeros admitidos en la Bayside Comprehensive School, junto con Peter Montegriffo, Gilbert Licudi y Dominique Searle. Desde el principio, optó por la enseñanza, pero tuvo que pasar por varios otros trabajos (Barclays Bank, Retco, etc.) antes de abrazar la profesión elegida. Finalmente, a los 23 años, se matriculó en la Universidad de Leeds (Trinity and All Saints College) y recibió su Licenciatura en Educación (con honores) en 1987. En 1988 fue maestro en la St Joseph's Middle School y después durante 12 años en la Bishop Fitzgerald Middle School antes de ser elegido al Parlamento en las elecciones generales de 2000.
Afiliado en 1989 a la Asociación de Educadores de Gibraltar (Gibraltar Teachers' Association - GTA), Linares también fue miembro del Partido Socialista Laborista de Gibraltar (GSLP), donde permaneció hasta 1992. Este año, se unió al Partido Nacional de Gibraltar (posteriormente Partido Liberal de Gibraltar) y decidió centrarse más en las cuestiones sindicales. Fue nombrado vicepresidente de la GTA en 1993 y presidente en 1995. Fue elegido miembro del Gibraltar Trades Council en 1994 y fue presidente de la Gibraltar Representative Organisation desde 1993 hasta 1995, donde trabajó con Jaime Netto y Joe Holliday.
En 1996, con la derrota del Partido Nacional en las elecciones generales y su transformación en Partido Liberal de Gibraltar, Linares fue uno de los arquitectos de la aproximación entre el GLP y el GSLP. En 2000, se convirtió en ministro en la sombra de Educación, Formación, Juventud y Cultura.
En 2009, fue admitido como barrister en el Reino Unido, y en 2010, en Gibraltar. Linares estudió en la Universidad de Wolverhampton, la Universidad del Oeste de Inglaterra (Bristol) y Middle Temple Inns of Court. Como abogado, trabajó para la firma de abogados Charles Gomez & Co.
En 2011, con la victoria del GSLP en las elecciones generales, Linares fue nombrado ministro de Deporte, Cultura, Patrimonio y Juventud.